# 希崎ジェシカ
希崎 ジェシカ（きざき ジェシカ、Jessica Kizaki、1989年6月10日 - ）は、日本のタレント、元AV女優。Duoエンターテイメント所属。

## 来歴
2008年、『Bejean』8月号「白娘隊」にてグラビアデビュー。
2008年6月6日、ファーストイメージDVD「現役高校生身体検査」を発売。
2008年、『ザ・ベスト MAGAZINE ORIGINAL』10月号に挑戦。
2008年9月1日、『FIRST IMPRESSION 38 希崎ジェシカ』でAVデビュー。
2009年、『おねだり!!マスカット』に恵比寿マスカッツ2期生として出演。
2010年10月9日、『めちゃめちゃ2イケてるッ!』に恵比寿マスカッツとしてゲスト出演。
2011年、横山美雪、希志あいのとユニットを組み「そばにいてね」をリリース。
2011年3月7日、「スカパー!アダルト放送大賞2011」でライブドア賞を受賞。
2012年1月5日、アダルトビデオ30周年記念企画（AV30）にてAV女優人気投票17位。
2016年、S1に移籍。
2018年、デビュー10周年イヤーと位置づけ、DMM R-18アダルトアワードにノミネート。また通算100本目の作品をアイデアポケットから発売する。
2019年6月、30歳を迎えたことをきっかけにした年内引退を発表。
引退後は美容クリニックでフロント業務として勤務する。
2023年5月26日、産婦人科専門医・宮本亜希子のYouTubeチャンネルにゲスト出演。3年5か月ぶりの映像メディア出演となる。

## 人物
プロフィール
- 東京都出身。イタリア人の血を引くクォーター[9]。
- 当時の社長の好みで決まった『ジェシカ』という名前について、「デビュー当時はかなり嫌だったが今では気に入っている」と話している[10]。
- 趣味はボウリング、特技はフルート演奏[2]。
- 一人旅や宝塚歌劇団の男役が好き。
- AV女優のきっかけはもともと穂花に憧れ、レンタルビデオで何度も借りていたため。
- テレビ番組スタッフを通じて古川真奈美と長い交遊をもつ。2019年12月、古川のYouTubeチャンネル「崖っぷち学園TV」で初共演した[11]。

### 恵比寿マスカッツとして
2009年、AV女優が多数出演するテレビ東京のバラエティ番組『おねだり!!マスカット』に2期生として出演。
2010年10月9日放送のバラエティ番組『めちゃ2イケてるッ!』の新メンバーを発掘するオーディション企画「めちゃイケ新メンバー　全国4大都市オーディション」に恵比寿マスカッツとして参加した。
2011年に同所属事務所、上記のおねだりマスカットDX!で共演する横山美雪、希志あいのと共にCD「そばにいてね」をリリース。

### AV女優として
アイデアポケットと12本契約を結ぶ。アイデアポケット9月の月間ランキング1位。DMM9月の月間DVDランキング3位にランクイン。2011年3月7日、スカイパーフェクTV!の「スカパー!アダルト放送大賞2011」でライブドア賞を受賞した。
アダルトビデオ30周年記念企画（AV30）として2012年1月5日から2月29日まで行われた人気投票で17位に選ばれている。

## 映像作品

### アダルトビデオ
- FIRST IMPRESSION 38（9月1日、アイデアポケット）
- 学校でしようよ!（10月1日、アイデアポケット）
- 隣の女子大生はSEXがお好き（11月1日、アイデアポケット）
- 現役グラビアアイドルは潮噴きRQ（12月1日、アイデアポケット）

- DIGITAL CHANNEL DC56（1月1日、アイデアポケット)
- 美しいお姉さんの濃厚な接吻とSEX（2月1日、アイデアポケット）
- ジェシカ先生の誘惑授業（3月1日、アイデアポケット）
- ゴージャスオナニーサポート アナタのオナニーをお手伝いします（4月1日、アイデアポケット）
- ジェシカは僕のいいなりM奴隷（5月1日、アイデアポケット）
- ザーメンおねだり激カワナース（6月1日、アイデアポケット）
- 僕とジェシカの甘～い性活（7月1日、アイデアポケット）
- 白濁姫（8月1日、アイデアポケット）
- カテキョ カワイイ顔してとってもスケベな家庭教師（9月1日［DVD］/2009年10月1日［Blu-ray］、アイデアポケット）
- ジェシカとヴァーチャルデート（10月1日、アイデアポケット）
- 若奥様はフェラまくり!（11月1日、アイデアポケット）
- 都会のキレイなOLのSEX事情（12月1日、アイデアポケット）

- HIP ATTACK（1月1日、アイデアポケット）
- 野外SEXしようよ!（2月1日、アイデアポケット）
- ミスキャンパスはSEXが大好き（3月1日、アイデアポケット）
- 希崎ジェシカの極上騎乗位（4月1日, アイデアポケット）
- 汗だくSEX（5月1日, アイデアポケット）
- 希崎ジェシカ SWEETBOX 8時間（6月1日, アイデアポケット）
- ジェシカ先生の淫語クリニック（7月1日, アイデアポケット）
- ひたすら男の乳首を責めまくる!4時間スペシャル（8月1日, アイデアポケット）
- 見つめ合って感じ合う情熱SEX（9月1日, アイデアポケット）
- お叱り學級委員長 (10月1日, アイデアポケット）
- BEAUTY VENUS 3 (11月1日, アイデアポケット）共演:横山美雪、希志あいの
- 彼氏の前で犯されたワタシ…（12月1日, アイデアポケット）

- ポニーテールとジェシー（1月1日、アイデアポケット）
- IPファン感謝企画!希崎ジェシカとシテみませんか?（2月1日、アイデアポケット）
- いきなりSEX えっ?今ここでですか?（3月1日、アイデアポケット）
- 瞬殺！一撃バズーカ顔射（4月1日、アイデアポケット）
- 競泳水着インストラクターの誘惑（5月1日、アイデアポケット）
- 風の谷のジェシカ（6月1日、アイデアポケット）
- ジェシカのクチビル性交（7月1日、アイデアポケット）
- 希崎ジェシカ×カンパニー松尾（8月1日、アイデアポケット）
- フェラだけでイカせてあげる 希崎ジェシカのフェラチオ480分SPECIAL!!（8月1日、アイデアポケット）
- ジェシカとしっぽり温泉ハメ旅行（9月1日、アイデアポケット）
- 世界最高級ソープへようこそ（10月1日、アイデアポケット）
- IP PLATINUM GIRLS COLLECTION 2011（10月1日、アイデアポケット）…共演:原田明絵、横山美雪、かすみ果穂、Rio、希美まゆ、桐谷ユリア
- 3D（11月1日, アイデアポケット）
- 夫の目の前で犯されて（12月1日、アイデアポケット）

- これぞ楽園!街でウワサの大人限定保育園（1月1日、アイデアポケット）
- 狙われたOL…ストーカー痴漢（2月1日、アイデアポケット）
- 希崎ナンバーワン（3月1日、アイデアポケット）
- 秘密女捜査官～淫欲に翻弄されし気高き美人エージェント～（4月1日、アイデアポケット）
- 希崎ジェシカの早漏改善 イクときは一緒だよ～!（5月1日、アイデアポケット）
- HyperIdeaPocket 究極の尻フェチマニアックス（6月1日、アイデアポケット）
- 彼女の姉貴とイケナイ関係（7月1日、アイデアポケット）
- キレイなビーチでSEXしようよ! (8月1日、アイデアポケット）
- 希崎ジェシカ 100SEX 24時間 (9月1日、アイデアポケット）
- キャビンアテンダントの性接待 （10月1日、アイデアポケット）
- 感汁女 解放された性欲 (11月1日、アイデアポケット)
- ハニートラップ 希崎ジェシカ (12月1日、アイデアポケット)

- DIGITAL CHANNEL DC100 希崎ジェシカ（1月1日、アイデアポケット）
- DIGITAL CHANNEL DC100 希崎ジェシカ EXCLUSIVE（1月1日、アイデアポケット）
- 希崎ジェシカ コスプレコレクション2013（2月1日、アイデアポケット）※単体ベスト作品
- 犯された美人過ぎる女教師 希崎ジェシカ（3月1日、アイデアポケット）
- 断りきれずにヤラせちゃう女 私押しに弱いんです 希崎ジェシカ（4月1日、アイデアポケット）
- 快感スパイラル ジェシカをイカせてイカせてイカせまくり! 希崎ジェシカ（5月1日、アイデアポケット）
- オレ専用家政婦 希崎ジェシカ（6月1日、アイデアポケット）
- ハメよん! カラダを張る女子アナSEX奮闘記 希崎ジェシカ（7月1日、アイデアポケット）
- LOVE SEMEN 希崎ジェシカ（8月1日、アイデアポケット）
- デリバリーSEX アナタの自宅に希崎ジェシカをお届けします（9月1日、アイデアポケット）
- 激ピストン ジェシカがイクまで腰を振るのを止めない! 希崎ジェシカ（10月1日、アイデアポケット）
- 未亡人 希崎ジェシカ（11月1日、アイデアポケット）
- 女汁 希崎ジェシカ（12月1日、アイデアポケット）

- じぇじぇじぇ 希崎ジェシカ PREMIUM BOX 8時間（1月1日、アイデアポケット）※単体ベスト作品、Blu-ray版同時発売
- 犯された希崎ジェシカ 慟哭の快楽 屈辱の8時間（2月1日、アイデアポケット）※単体ベスト作品、Blu-ray版同時発売
- 3D ベストコレクション Blu-ray Disc Vol.03（2月19日、ROOKIE）※他出演：西條るり、ほしのみゆ、冬月かえで、Nina、佐山愛、Hitomi（田中瞳）、KAORI、愛原さえ
- 僕の女上司がエロすぎて困ってます（嬉） 希崎ジェシカ（3月1日、アイデアポケット）
- 美人RQの甘い誘惑 希崎ジェシカ（4月1日、アイデアポケット）
- アナタの上司に犯されて感じてしまった私… 希崎ジェシカ（5月1日、アイデアポケット）
- 頼めば抜いてくれるメンズエステのお姉さん 希崎ジェシカ（6月1日、アイデアポケット）
- ツインテールで6せっくす☆ 希崎ジェシカ（7月1日、アイデアポケット）
- 僕だけのジェシカ ジェシーと見つめ合う完全主観8時間 希崎ジェシカ（7月19日、アイデアポケット）※単体ベスト作品
- ランジェシー 裸体よりもエロい至極の下着性交 希崎ジェシカ（8月1日、アイデアポケット）
- 美女の日焼けあと 火照る褐色美裸体の濃密性交 希崎ジェシカ（9月1日、アイデアポケット）
- 希崎ジェシカ PREMIUM BOX 16時間（10月1日、アイデアポケット）
- ランジェリーの女神（10月19日、アイデアポケット）
- 隣のお姉さんがこんなにスケベなんて 希崎ジェシカ（11月1日、アイデアポケット）
- 希崎ジェシカ 180分本指名 極上風俗4本番＋ピンサロ（12月1日、アイデアポケット）

- ハメられた新人看護師 汚された純真白衣（1月1日、アイデアポケット）
- 限界汗だくギリギリアクメ（2月1日、アイデアポケット）
- 美人図書館員の消したい過去（3月1日、アイデアポケット）
- ゴージャステクニシャン 貸切スイートルーム（4月1日、アイデアポケット）
- タイトスカート塾講師（5月1日、アイデアポケット）
- 美人訪問販売員の枕営業（6月1日、アイデアポケット）
- 撮影中に犯された下着モデル…（7月1日、アイデアポケット）
- 僕とジェシカとありすの甘すぎる同棲性活（8月1日、アイデアポケット）共演：美雪ありす
- 『まだ未開の快感が欲しくて…』催眠・トランス・バースト寸前！激オーガズムSEX（9月1日、アイデアポケット）
- 美人歯科助手の痴療（10月1日、アイデアポケット）
- 希崎ジェシカのおしゃぶり探訪（11月1日、アイデアポケット）
- 彼氏にナイショ ソープで働くオンナ（12月1日、アイデアポケット）
- ありがとう 希志あいの引退SP（12月19日、アイデアポケット）

- スキャンダル　ナンパお持ち帰りされた希崎ジェシカ　盗撮映像そのままAV発売！（1月1日、アイデアポケット）
- 希崎ジェシカEPIC BEST 16時間IMPACT（2月1日、アイデアポケット）※単体ベスト作品、Blu-ray版同時発売
- エスコートSEX　甘いヴァーチャル痴女の誘い（3月1日、アイデアポケット）
- おま○こかぱぁ〜して誘う女（4月1日、アイデアポケット）
- (かすみ果穂)引退!そして解禁!FINALアナルFUCKデビュー11周年!スペシャルゲスト達も参戦!!ごっくんあり!ぶっかけあり!アナルSEXあり!（4月19日、アイデアポケット）共演：沢庵、田淵正浩、吉村卓、天海つばさ、初音みのり、桜木凛、マッコイ斉藤
- 時は来た！遂に解禁！初パイパン昇天SEX（5月1日、アイデアポケット）
- ハメられた新人美女RQ（6月1日、アイデアポケット）
- 新作発売イベントで最高のファンサービスを…（7月1日、アイデアポケット）
- 都内某エステ店で盗撮された希崎ジェシカ（8月1日、アイデアポケット）
- 専属NO.1 STYLE 希崎ジェシカエスワンデビュー（9月19日、エスワン）※Blu-ray版同時発売
- 再生ボタンONで希崎ジェシカとの高速ピストンFUCKとバキュームフェラ摩擦！射精直前のヌキどころからBEST 460分（10月1日、アイデアポケット）※単体ベスト作品
- 交わる体液、濃密セックス完全ノーカット4本番（10月25日、エスワン）
- 中から出てくる白濁汁（11月25日、エスワン）
- ガードが堅くてお酒を飲まない希崎ジェシカを朝までハシゴ酒して呑ませたら即ヤリマン化しちゃった人生初の大失態（12月25日、エスワン）

- 快感お漏らし 失禁･大洪水スペシャル（2月1日、エスワン）
- あなた、許して…。 騙された人妻（2月13日、アタッカーズ）
- 放置学園 晒された恥辱の裸体（3月25日、アタッカーズ）
- VENUS NUDE 神に愛された美貌と裸体（3月28日、Precious Beauty）
- 希崎ジェシカ エスワン全タイトル全コーナーコンプリートBEST8時間（4月7日、エスワン）
- マゾに目覚めた女5（4月25日、アタッカーズ）
- 奴隷宣告（5月25日、アタッカーズ）
- あなたに愛されたくて。（6月19日、アタッカーズ）
- 犠牲妻の濡れた白い肌（7月25日、アタッカーズ）
- LEGEND IMPRESSION 史上最強コンテンツで贈る奇跡の共演！240分（9月1日、アイデアポケット）
- 禁じられた背徳姦若過ぎた義理の母（9月7日、アタッカーズ）
- 人妻輪姦し 奈落の家（10月1日、アタッカーズ）
- 緊縛調教に目覚めたマゾ極妻 緊縛解禁！！深く喰い込む麻縄の苦痛が快感へと覚醒する！！（10月13日、アイデアポケット）
- 快楽拷問研究所6（10月25日、アタッカーズ）
- 回春お尻リフレ 裏オプション（本番）満載！イキ過ぎた最高のリラクゼーションを提供致します！（11月13日、アイデアポケット）
- 脱獄者（11月25日、アタッカーズ）
- 「俺の出張中に…」不倫NTR 悪意ある妻の元カレが撮影し無許可で配信した妻の『浮気セックス映像』（12月13日、アイデアポケット）
- 抱いて、それだけでいいから…。（12月25日、アタッカーズ）

- 接写ローリングトルネードフェラで絞り抜き口内射精SEX ネバスペたっぷり！全コーナーうねり渦巻くスクリュー大回転の舐め廻しローリングしゃぶり！（1月13日、アイデアポケット）
- ATTACKERS PRESENTS THE BEST OF 希崎ジェシカ（2月7日、アタッカーズ）
- 童貞筆おろし！人生最高のセックス（初体験）をお届けします チェリーボーイ斬り！（2月13日、アイデアポケット）
- 突撃！単体女優希崎ジェシカが噂の風俗店に体当たりガチ潜入リポート！ ピンサロ！箱ヘル！M性感！ハプニングバーとカラダとアソコを張りまくって潜入取材！！（3月13日、アイデアポケット）
- 解禁！人生初　生中出しセックス 「真正ザーメンを膣中射精！！」怒涛の6連発中出し！！（4月13日、アイデアポケット）
- 奴隷色のステージ39（4月13日、アタッカーズ）
- チンピク確約！ラッキー欲情シチュエーション 染みパン発情チンシャブお姉さんが勃起したチ○ポを即舐め即ハメ（5月1日、アイデアポケット）
- 友人の息子に犯されて（5月7日、アタッカーズ）
- 【他人棒に興奮し愛液を垂らした妻は…】 ヌードモデル撮影で夫より若いモデルの、立派な肉棒を見た妻はその後セックスするか否か。検証寝取らせ（6月1日、アイデアポケット）
- 舐め犯し 義父の欲望（6月7日、アタッカーズ）
- 真正生中出し風俗5本番　220分貸し切りスペシャルコース 『怒涛のどっぷりナマ中出し5シチュエーション！』（7月1日、アイデアポケット）
- 妻が会社の飲み会で寝取られた。（7月7日、アタッカーズ）
- 犯され続けた気高い女教師屈辱的中出しレ×プ（8月1日、アイデアポケット）
- 声を出せない私13 女教師校内凌辱（8月7日、アタッカーズ）
- ひと夏の姦係（9月7日、アタッカーズ）
- デビュー10周年特別企画 NN（生ハメ生中だし）風俗店潜入！風俗客のガチ素人さん達と生ハメ生中出し4本番240分スペシャル！！ 「突撃！風俗店にガチ潜入リポート」の大反響に応えまたも突撃！（9月13日、アイデアポケット）
- 女支店長の湿ったパンスト（10月7日、アタッカーズ）
- デビュー10周年記念!! 希崎ジェシカ 灼熱の24本番 ENDLESS SUMMER SEX 8時間BEST（10月13日、アイデアポケット）※女優ベスト
- 僕の妻を寝取ってくれませんか 妻には言えない夫の寝取られ願望（11月7日、アタッカーズ）
- 射精しても射精してもチ○ポを抜いてくれない絶倫お姉さんの追撃中出し騎乗位ピストン（11月13日、アイデアポケット）
- 犯された女交渉人 5（12月7日、アタッカーズ）
- 終電終わりの街を徘徊しささやき淫語で素人誘惑するガチ逆ナンパ!! 中野区編 デビュー10周年初逆ナンパドキュメンタリー（12月13日、アイデアポケット）

- 不埒な姦係 教え子との再会（1月7日、アタッカーズ）
- 「もうイッてるのに…!」絶頂後にぶっちぎりの追撃弾丸中出しピストン 何度も何度も生ハメ生中出し!（1月13日、アイデアポケット）
- 同窓会の夜に。（2月7日、アタッカーズ）
- 旦那の見ていない数分間、義父に中出しプレスされる若妻（2月13日、アイデアポケット）
- 全裸出張の罠 淫らな主従関係（3月7日、アタッカーズ）
- 文系痴女と365日SEX三昧の独身寮（3月13日、アイデアポケット）
- 女教師完全支配（4月7日、アタッカーズ）
- 希崎ジェシカ初真正中出し大乱交 マ○コから溢れる程の大量中出しザーメン20発! 完全ノーカット20人集団セックス!!（4月13日、アイデアポケット）
- 禁辱の未亡人 連れ子に犯されて （5月7日、アタッカーズ）
- 舌と舌が絡み合う密着ベロキス中出し性交 夫の上司と自宅で密会し不貞に溺れ続ける美人妻（5月13日、アイデアポケット）
- 背徳の新婚旅行 恩師との再会（6月7日、アタッカーズ）
- 漢が喘ぐ究極痴女テクニック強制射精19連発SP（6月13日、アイデアポケット）
- 淫液交姦 夫の上司に犯されて (7月7日、アタッカーズ)
- 出張先相部屋NTR 絶倫の部下に一晩中何度も中出しされた女上司 (7月13日、アイデアポケット)
- 女忍 希崎ジェシカ (8月7日、アタッカーズ)[14]
- 頼むからボク以外のセックスで感じないでくれ… (8月13日、アイデアポケット)
- 背徳の性教育 義母のあやまち (9月7日、アタッカーズ)
- キレイなお姉さんと交わすヨダレだらだらツバだくだく濃厚な接吻とセックス (9月13日、アイデアポケット)
- 既婚者限定デリバリー!セックスレスの男性の溜まった精子を搾り取るガチ寝取りスペシャル 【引退直前最後のファンサービス】素人ご奉仕祭!! (10月13日、アイデアポケット)
- 引退 -FINAL IMPRESSION- 最後の激情6本番 史上初の5時間30分!2枚組超大作スペシャル!! (12月13日、アイデアポケット) 他出演:希志あいの (ナレーション)

- ATTACKERS 女優名鑑 希崎ジェシカ 20時間（9月7日、アタッカーズ）※単体ベスト

- ATTACKERS 女優名鑑 希崎ジェシカ 2 15時間（4月7日、アタッカーズ）※単体ベスト、Blu-ray版同時発売

### アダルトVR
- 先生とキスしょっか（1月21日、ブイワンVR）※FANZA限定配信[15]
- えっ!? ここでするんですか!? ジェシカ先生の卑猥なフェラチオ（1月21日、ブイワンVR）※FANZA限定配信[16]
- 激テクフェラ魅了される舌使い!（2月1日、ブイワンVR）※FANZA限定配信[17]
- 絶頂見せつけ変態先生（2月6日、ブイワンVR）※FANZA限定配信[18]
- パイズリ手コキで気持ちよくシテあげる（2月10日、ブイワンVR）※FANZA限定配信[19]
- 保健室でSEX ねえ先生とHしよ（2月10日、ブイワンVR）※FANZA限定配信[20]
- 情熱的SEX 早く先生に挿入して（2月17日、ブイワンVR）※FANZA限定配信[21]
- 希崎ジェシカ 私のイクとこ見てなさい（2月17日、ブイワンVR）※FANZA限定配信[22]
- 希崎ジェシカ 連続イカセ（2月17日、ブイワンVR）※FANZA限定配信[23]
- 希崎ジェシカ ヌルヌル見せつけローションプレイ（3月1日、ブイワンVR）※FANZA限定配信[24]

- 会員制ソープランドで出てきたのは学年で一番可愛かったあの子! 弱みを握られて無理矢理働かされていた彼女を僕は奴隷のように犯しまくった。（12月14日、アタッカーズVR）共演：蓮実クレア

- 絶対に声を出してはいけない状況が癖になる!「臨場感」と「スリル」で社内一の美人OLを犯して堕とす! 声を出したらバレる状況で犯す! サイレントレイプVR（1月11日、アタッカーズVR）
- 彼女の姉貴と危険な中出し性交 会うたびにパンチラ・胸チラ誘惑する彼女のお姉さんはひょっとしてボクに気がある…! 横に彼女が寝ているにも関わらずぬれぬれま○こをボクのち○ぽに擦り付け、半ば強引に騎乗位挿入! ホヤホヤ精子を膣内発射させる強制…（3月8日、アイデアポケット）
- ボクに献身的すぎる美人ナースさん。実は欲求不満のヤリたがりお姉さんでボクのち○ぽをこっそり狙っている。 調子に乗ったボクは知らないふりして馬乗り騎乗位されながらそのまま中出し発射してやりました。（4月26日、アイデアポケット）
- 美し過ぎるお義母さんを我慢出来ずに押し倒してしまったその日から、親父に内緒で調教しちゃった背徳感VR（5月16日、アタッカーズ）
- 風呂場に閉じ込められて義姉と二人っきり!寒いので湯船に一緒に浸かっていたら我慢できずに朝まで犯しまくった一部始終! (9月11日、アタッカーズ)
- 希崎ジェシカ 引退VR AV女優引退した私はもうアナタだけのもの!ハイクオリティー高画質子作り同棲生活!!撮影の事気にしなくていいから思いっ切り中出しエッチしようね (12月10日、アイデアポケット)

### イメージビデオ
2008年
- 現役高校生身体検査 希崎ジェシカ（6月6日、現コーポレーション）

2010年
- 妄想X S級女優の旬感エクスタシー 19 希崎ジェシカ（9月25日、ARK）

2011年
- ヴィーナスフューチャー希崎ジェシカ （4月30日、Pigoo）
- エロキュート/希崎ジェシカ（5月27日、オルスタックピクチャーズ）
- DE LUCK/希崎ジェシカ（7月29日、オルスタックピクチャーズ）
- 湯けむりおっぱい 〜春の陣〜/希崎ジェシカ（8月30日、オルスタックピクチャーズ）

2012年
- エロキュート 2（4月27日、オルスタックピクチャーズ）
- DE LUCH（7月30日、UGANDA）
- エロキュート 3（10月31日、オルスタックピクチャーズ）

2013年
- 密着（1月30日、オルスタックピクチャーズ）
- DE LUST 熱帯美人（10月29日、オルスタックピクチャーズ）

2014年
- エロキュート 4（8月28日、オルスタックソフト販売）

2016年
- 希崎ジェシカはオレのカノジョ。（11月25日、GARDEN）

2018年
- ヒメゴト（9月25日、Aircontrol）

2019年
- Lover’s Day（7月1日、ファインピクチャーズ）※Blu-ray同時発売

### バラエティビデオ
- かすみレディオ11(2011/08/03、ポニーキャニオン)・・・共演：かすみ果穂、希志あいの、桜木凛
- かすみレディオ　ベストセレクション(2011/08/03、ポニーキャニオン)・・・共演：かすみ果穂、長澤つぐみ、美咲みゆ、希志あいの、みひろ、麻美ゆま、桜木凛、ほか
- みっひーランド5 (2011/12/21、ポニーキャニオン）・・・共演：みひろ、かすみ果穂、糸矢めい、七海なな、希志あいの(5)、5に第1回セクシー女優総選挙収録
- かすみレディオ14（2012年7月18日、ポニーキャニオン）・・・共演：かすみ果穂、希志あいの、希崎ジェシカ、初音みのり
- みっひーランド8 (2012年7月18日、ポニーキャニオン）・・・共演：みひろ、かすみ果穂、糸矢めい、七海なな、希志あいの、初音みのり
- 24時間かすみレディオDVD-BOX 下巻(2013/01/16、ポニーキャニオン)・・・深夜のAV座談会、生あさだち♂テレビ、かすみのまんま後編、生かほのエチュード収録
- みっひーランド Vol.11(2013/01/16、ポニーキャニオン)・・・共演：みひろ、糸矢めい、かすみ果穂、七海なな、希志あいの、希崎ジェシカ、西野翔、安藤あいか
- かすみレディオ17(2013/08/21、ポニーキャニオン)・・・レギュラー版かすみレディオ＃。共演：小島みなみ、希志あいの、 かすみ果穂
- 24時間かすみレディオ2013(2014、つくばテレビ)
- たびとも伊豆熱川(2014年、つくばテレビ）・・・共演：かすみ果穂
- ときめきパラダイス(かすみTVスペシャル 其の2)KKかすみ航空スチュワーデス物語(2014/02/27、オルスタックソフト販売)・・・共演：桜木凛、希志あいの、かすみ果穂、初音みのり、希島あいり。
- ときめきパラダイス(かすみTVスペシャル 其の3)KKかすみ観光バスガイド物語(2014/03/28、オルスタックソフト販売)・・・共演：桜木凛、希志あいの、かすみ果穂、初音みのり、希嶋あいり。
- ヴィーナス・フューチャー希島あいり/泣き虫きじー（2014年、つくばテレビ）
- たびともイン台湾(2015年、つくばテレビ） 共演：かすみ果穂、桜木凛
- たびとも希志あいの卒業旅行(2016年、つくばテレビ） 共演：かすみ果穂、桜木凛、希志あいの、初音みのり
- 凛とジェシカのファイト一発
- みひなな食堂3(2018年、つくばテレビ）希崎食堂

## 書籍

### 著書
- 『オーラルセックス』（2010年12月9日、ベストセラーズ）ISBN 978-4584123102

### 写真集
- JESSICA 1st（2010年12月25日、彩文館出版、撮影：細井智燿）ISBN 9784775604960
- じぇしぃ。（2013年7月22日、徳間書店、撮影：篠原潔）ISBN 9784775604960
- キザキノキセキ 希崎ジェシカ写真集（2015年2月9日、竹書房、撮影：太田清隆）ISBN 978-4801902015
- きざき日和（2017年4月21日、徳間書店、撮影：太田清隆）ISBN 978-4198643843
- ありがとうございじぇしか。（2019年4月21日、徳間書店、撮影：矢西誠二）ISBN 978-4198649418

### 雑誌
- TENGU 2012年02月号 増刊 希崎ジェシカ（2011年12月22日、ジーオーティー）

## その他

### トレーディングカード
| タイトル                                                 | 発売日         | 発売元 | 備考 |
| -------------------------------------------------------- | -------------- | ------ | --- |
| AVC ジューシーハニー EX 希崎ジェシカ                     | 2011年4月23日  | ミント | |
| AVC ジューシーハニー Vol.18                              | 2012年2月18日  | ミント | 希志あいの、初音みのりとセット |
| AVC ジューシーハニー プレミアムエディション2012 アズール | 2012年9月01日  | ミント | 明日花キララ、麻美ゆまとセット |
| AVC ジューシーハニー Vol.22                              | 2013年5月25日  | ミント | さとう遥希、瑠川リナとセット |
| AVC ジューシーハニー Vol.26                              | 2014年4月26日  | ミント | 紗倉まな、由愛可奈とセット |
| AVC ジューシーハニー Vol.30                              | 2015年4月25日  | ミント | 大槻ひびき、湊莉久とセット |
| AVC ジューシーハニー 10thアニバーサリー                  | 2015年10月3日  | ミント | 明日花キララ、希志あいの、小島みなみ、紗倉まな、波多野結衣、JUICY STARS（葵つかさ、麻美ゆま、天海つばさ、つぼみ、成瀬心美、範田紗々）を収録 |
| AVC ジューシーハニー Vol.33                              | 2016年4月30日  | ミント | JULIA、白石茉莉奈とセット |
| AVC ジューシーハニー PLUS ＃1                            | 2018年12月22日 | ミント | 益坂美亜、天使もえ、白石茉莉奈とセット |
| AVC ジューシーハニー PLUS ＃4                            | 2019年10月26日 | ミント | 天使もえ、戸田真琴、小倉由菜とセット |

## 出演

### 映画
- 一路向西（2012年、香港の映画）
- 闇金ウシジマくん（2012年8月25日）- 葉山朋子（モコ）役
- 闇金ウシジマくん Part2（2014年5月16日）- 葉山朋子（モコ）役
- リップヴァンウィンクルの花嫁（2016年）
- 干支天使チアラット（2017年、監督：河崎実）[25] - チアラット/根住野レミ 役

### テレビ番組
- おねだり!!マスカット（2009年5月4日 - 2010年3月29日、テレビ東京）恵比寿マスカッツ第2期生
- 遠藤淳（2009年9月25日、テレビ東京）- 範田紗々、紅音ほたる、花美ひな、かすみりさと共にゲスト出演
- キャンパスナイトフジ（2010年2月19日、3月12日、フジテレビ）
- ちょいとマスカット! (2010年4月7日 - 2010年9月29日, テレビ東京)
- フジ算 (2010年5月24日、フジテレビ）
- 音流（2010年7月2日・2012年3月23日、テレビ東京)
- 音楽ば～か(2010年7月24日、テレビ東京）
- 闇金ウシジマくん (2010年10月 - 12月・2014年1月 - 3月、毎日放送) - 葉山朋子（モコ）役
- おねだりマスカットDX!（2010年10月6日 - 2011年9月28日、テレビ東京）
- おねだりマスカットSP!（2011年10月5日 - 2013年3月30日、テレビ東京）
- めちゃ×2イケてるッ!・15年目突入のピンチをチャンスにスペシャル!!（2010年10月9日、2011年9月17日、フジテレビ）
- 魁!音楽番付（2010年12月22日、フジテレビ）
- あいの恋文#12（2009年、エンタ!371)
- あいのエチュード 
  - #1(2011年）
  - #18-20(2012年、エンタ!959）・・・共演：希志あいの
- かすみレディオ
  - 11(2011年）
  - 14
- 月刊 希崎ジェシカ1-3（2011年4月  、エンタ!371）
- 業界LOVE STORY〜だからテレビはおもしろい〜（2011年5月4日、東海テレビ）
- セクシー女優総選挙(エンタ!371、エンタ!959）
  - 第1回（2011年11月)・・・共演：みひろ、糸矢めい、かすみ果穂、七海なな、希志あいの
  - 第3回（2012年9月）・・・共演：みひろ、糸矢めい、かすみ果穂、七海なな、希志あいの、西野翔、安藤あいか
  - 第4回（2013年2月 、エンタ!959）・・・共演：みひろ、糸矢めい、かすみ果穂、七海なな、希志あいの、初音みのり、小島みなみ、成瀬心美
- 月刊MelodiX!（2012年3月24日、テレビ東京）
- ヴィーナス・フューチャー(エンタ!371）
  - #102、104、105、110（2012年）
- 24時間かすみレディオ（2012年8月11日-2012年8月12日 、エンタ!371）※27時間生放送
- 24時間かすみレディオの裏側（2012年9月 、エンタ!371）
- レギュラー版かすみレデイオ
  - #10（2013年3月 、エンタ!959）
  - #21-22(2014年）
- パチンコ女学園（2013年7月8日〜、テレビ埼玉）
- 24時間かすみレディオ2013（2013年9月29日 、エンタ!959）・・・共演：かすみ果穂ほか
- 凛とジェシカのファイト一発（2013年7月-2017年、エンタ!959）
- かすみTVDX（2013年12月-2014年1月、千葉テレビ）かすみ果穂
- さくらゆらの春まで待てない#14(2014/05/16、ニコニコ生放送) - 共演：桜木凛、かすみ果穂
- 月刊 希崎ジェシカ4(2014年6月、エンタ!959)
- みひなな食堂（2017年12月、エンタ!959)
- 今日のあまつか#43-44（2018年11月-12月、エンタ!959)
- じっくり聞いタロウ〜スター近況（秘）報告〜 (2019年8月16日・10月25日・12月20日、テレビ東京)
- 復活!凛とジェシカのファイト一発（2019年8月17日 - 12月17日、エンタ!959）
- たびとも　希崎ジェシカ卒業旅行（2020年1月4日 - 2月2日、エンタ!959）[26]

### オリジナルビデオ
- ヤンキー女子高生5 〜群馬最強伝説〜（2011年2月18日、GPミュージアム）
- 愛裸武戦隊 アイリンジャー（2012年3月2日、クロックワークス）
- ヤンキー弁護士～キャバクラ嬢 優奈～（2012年5月18日、GPミュージアム）
- ラ・マン VIP専用の女（2016年7月2日、アメイジングD.C.）

### 携帯サイト
- アイドルがイッパイ （アイパイ）

### ゲーム
- 新宿スカウトバトル（2019年12月2日、DMM GAMES）- ドローン研究家・希崎ジェシカ 役[27]

### パチンコ
- CRジューシーハニー（2014年12月、サンセイアールアンドディ）
- PジューシーハニーH（ハーレム）（2023年5月、サンセイアールアンドディ）

## 執筆

### 連載
- メガベッピン（毎月8日発売、ジーオーティー） - 2013年度は銭湯めぐり。以前はAVイラスト。